# Теофіле
Теофіле (пол. Teofile) — село в Польщі, у гміні Леонцин Новодворського повіту Мазовецького воєводства.
Населення — 174 особи (2011).
У 1975-1998 роках село належало до Варшавського воєводства.

## Демографія
Демографічна структура станом на 31 березня 2011 року:
|          | Загалом | Допрацездатний вік | Працездатний вік | Постпрацездатний вік |
| -------- | ------- | ------------------ | ---------------- | -------------------- |
| Чоловіки | 90      | 25                 | 52               | 13                   |
| Жінки    | 84      | 12                 | 54               | 18                   |
| Разом    | 174     | 37                 | 106              | 31                   |